# Viquipèdia en espanyol
Viquipèdia en espanyol (en castellà: Wikipedia en español) és l'edició en espanyol de Viquipèdia. Iniciada el maig de 2001, aquesta versió de l'enciclopèdia va assolir els 100.000 articles el 8 de març de 2006 i els 200.000, el 10 de febrer de 2007, els 400.000 el setembre de 2008 i els 500.000 en agost de 2009.

## Història
El 16 de març de 2001 Jimmy Wales va anunciar la seva intenció d'internacionalitzar la Viquipèdia creant edicions en diferents llengües. La Viquipèdia en espanyol va començar el 20 de maig de 2001. Mesos després, el febrer de 2002, la major part dels participants d'aquesta edició no van estar d'acord amb la proposta (rebutjada més tard) de finançar Viquipèdia mitjançant publicitat, i van separar-se del projecte per a establir un fork (bifurcació), anomenada Enciclopedia Libre Universal en Español. Jimmy Wales s'ha mostrat personalment en contra d'afegir publicitat a la Viquipèdia, però no descarta estudiar alguna proposta que pugui resultar beneficiosa.
Després de la separació, la Viquipèdia en espanyol va tenir una activitat molt petita. A l'octubre de 2002, després de l'actualització a la Fase III del programari, anomenat més tard MediaWiki, el nombre d'usuaris va començar a augmentar de nou. El març de 2006, la Viquipèdia en espanyol era el projecte més actiu de tots dos. Molts usuaris col·laboren en ambdós projectes i molts articles són traslladats d'una a l'altra enciclopèdia gràcies a la compatibilitat de les llicències.

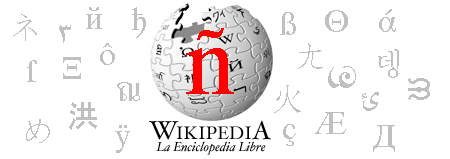
Bàner publicitari

El novembre de 2003 es va decidir continuar amb el nom oficial per a la versió en castellà, "Wikipedia", en una votació en la qual es van descartar altres noms com ara "Librepedia", "Huiquipedia" o "Ñiquipedia".
Va ser la vuitena edició més gran en nombre d'articles durant molt de temps, fins que la Viquipèdia en portuguès la va superar en el maig de 2005 i, poc després, la Viquipèdia en italià, l'agost de 2005. L'abril de 2007, va superar la Viquipèdia en suec, passant a ocupar la novena posició de la llista.
Segons el rànquing d'Alexa és la segona més visitada de totes les edicions (febrer de 2007).

## Polítiques
Les polítiques seguides en la Viquipèdia són consensuades pels mateixos col·laboradors. Aquest consens és habitualment assolit mitjançant votacions en les quals pot participar qualsevol usuari registrat i amb un nombre mínim d'edicions. Les polítiques establides per la comunitat són d'obligat compliment. Altres assumptes també cal sotmetre'ls a votació, com ara l'esborrat d'articles, etc.
Un exemple de política és la que fa referència a l'ús d'imatges en l'enciclopèdia. El desembre de 2004 es va decidir utilitzar només imatges lliures, que permeten les obres derivades i l'ús comercial. A diferència d'algunes altres edicions, en Viquipèdia en espanyol no es permeten imatges emprades en el fair use.
Un altre exemple és que els articles tenen un encapçalament segons l'ús més comú en castellà i, en la seva redacció, es tracten d'evitar localismes perquè qualsevol castellanoparlant pugui entendre'ls sense dificultat.

## Polèmiques i crítiques

### Sobre els topònims
L'ús dels topònims dels àmbits català, basc i gallec ha resultat polèmic. És política de la Viquipèdia en espanyol utilitzar els exònims tradicionals en castellà. Però en la toponímia menor resulta difícil trobar referències per distingir un exònim tradicional d'un endònim amb grafia prenormativa o castellanitzada i fossilitzada en els anteriors censos oficials. Es prenen com a referència una sèrie d'obres especialitzades no disponibles en línia, i a la pràctica s'utilitzen els topònims oficials de la dècada del 1970. Encara que molts van ser fixats al segle xix, són topònims sensibles per la seva reinstauració durant la dictadura franquista, i s'han considerat les actualitzacions realitzades per les comunitats autònomes com a no vinculants per la llengua castellana. Com a resultat es dona preferència a algunes traduccions forçades.
La polèmica sobre si cal utilitzar les denominacions oficials, o sobre si una denominació en castellà és tradicional o obsoleta, ha repercutit en mitjans de comunicació on s'han fet ressò d'alguns canvis sistemàtics, o de la perpetuació de topònims franquistes.

### Sobre la inclusió del site alternatiuRebelion.orga la llista de pàgines blocades
Com la resta de les viquipèdies, la Viquipèdia en espanyol té una sèrie de pàgines bloquejades, és a dir, que el programari no permet la seva inclusió als articles. La inclusió del site alternatiu Rebelion.org (en el qual es republiquen articles atribuïts pels responsables de la pàgina a intel·lectuals com Noam Chomsky, James Petras, José Saramago, Eduardo Galeano, entre altres) va ser deguda al fet que es va considerar que era una font no neutral ni verificable. La polèmica sobre aquesta decisió també va arribar a ser tractada pels mitjans de comunicació així com per la mateixa web de Rebelion.org, que va publicar almenys tres articles sobre el tema, acusant distints usuaris de "sionistes", "fonamentalistes catòlics", "fraudulents", "mentiders", "relacionats amb el lobby pro-israelià" i "inquisidors".

## Col·laboradors
A la Viquipèdia en espanyol hi col·laboren activament usuaris de pràcticament la totalitat dels països de parla castellana. Segons dades analitzades el setembre de 2006, el 39% de les edicions provenien d'Espanya, seguit d'un 11% de l'Argentina, 9% de Xile i 7% de Mèxic. Més de 300 usuaris solen col·laborar freqüentement (més de 100 edicions al mes) en el projecte.
El setembre de 2007, els 5 articles amb més edicions eren «Els Simpson», «Veneçuela», «Mèxic», «Argentina» i «Perú». En canvi, els articles més visitats durant el 2008 van ser: Viquipèdia, Hotmail, YouTube, Naruto i Mèxic.
No cal registrar-se com usuari per a col·laborar a la Viquipèdia en castellà. Els usuaris anònims poden crear articles nous, això no succeeix en la Viquipèdia en anglès, però no poden canviar el nom d'un article. Tampoc poden participar en votacions, encara que sí en els debats. Les edicions d'aquest tipus d'usuaris queden registrades en l'historial dels articles, associades a la seva adreça IP. Pels usuaris registrats només es guarda el nom d'usuari.
Algunes accions i tasques de manteniment a la Viquipèdia en espanyol només les poden fer una classe especial d'usuaris, anomenats bibliotecaris en la versió en espanyol. Dins les seves funcions, poden blocar usuaris i adreces IPs, o protegir articles impedint-ne l'edició, ja sigui per usuaris no registrats, o registrats, segons el tipus de bloqueig. De totes maneres, aquest tipus d'usuaris no tenen cap autoritat ni capacitat de decisió major que la de qualsevol col·laborador. Cal que les seves actuacions respectin les polítiques establides per tota la comunitat. Existeixen més o menys 103 bibliotecarios actius el 2007.
Hi ha també alguns col·laboradors que tenen autorització per a utilitzar comptes d'usuari anomenades bots. Aquests comptes s'utilitzen per a executar programes que poden simplificar o automatitzar completament la realització de tasques que poden ser complicades per a operadors humans, com afegir automàticament enllaços dins les Viquipèdies en diferents llengües, corregir faltes ortogràfiques, etc. Perquè un compte sigui marcat com un bot cal aconseguir abans l'acceptació de la comunitat.
Existia també un Comitè, conformat per set usuaris escollits mitjançant votació, per a la resolució d'aquells conflictes que no poden ser resolts per la normal actuació d'usuaris o bibliotecaris. Actualment està desactivat definitivament.